# Ópalo

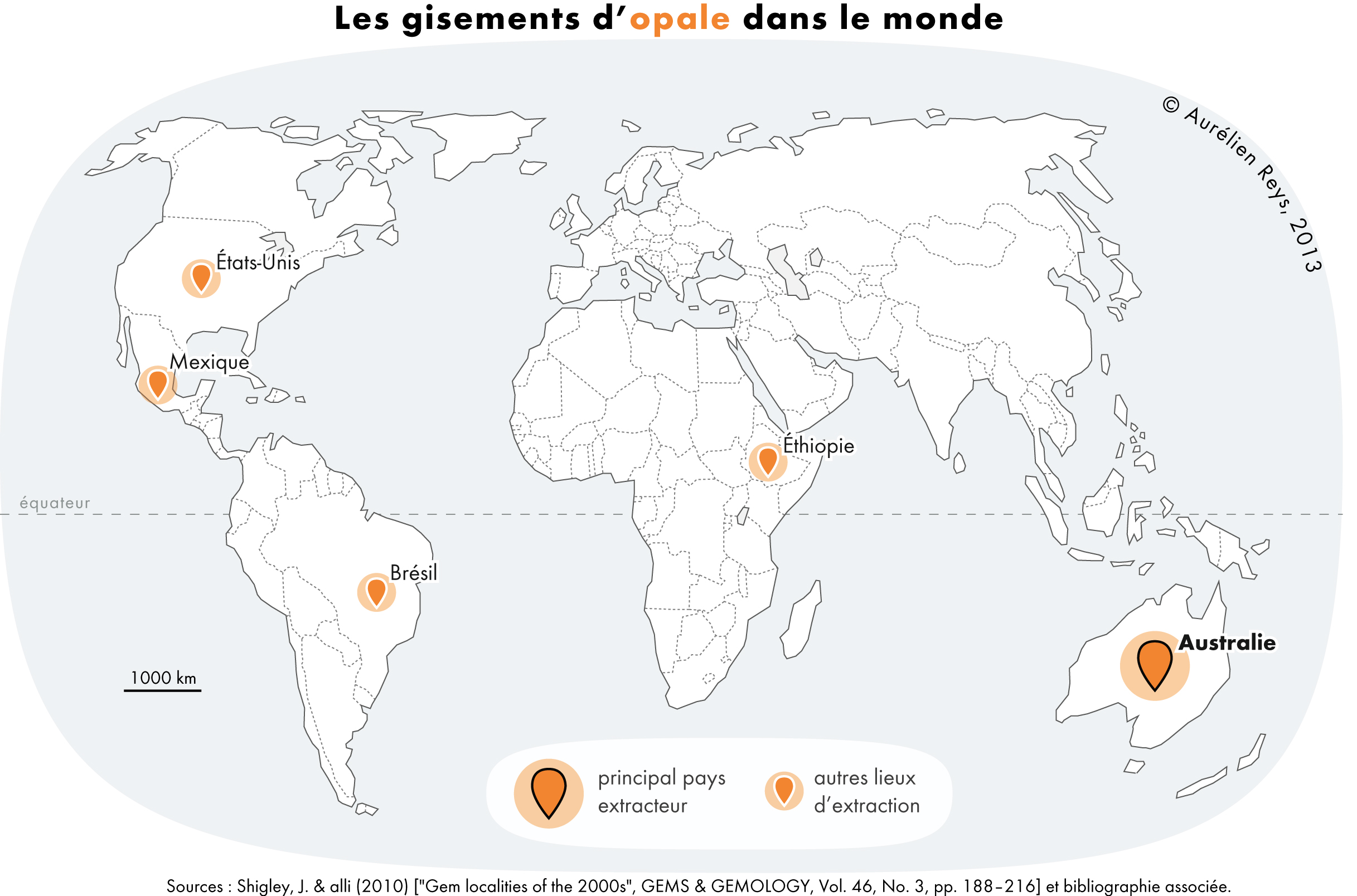
Principales países productores de ópalo

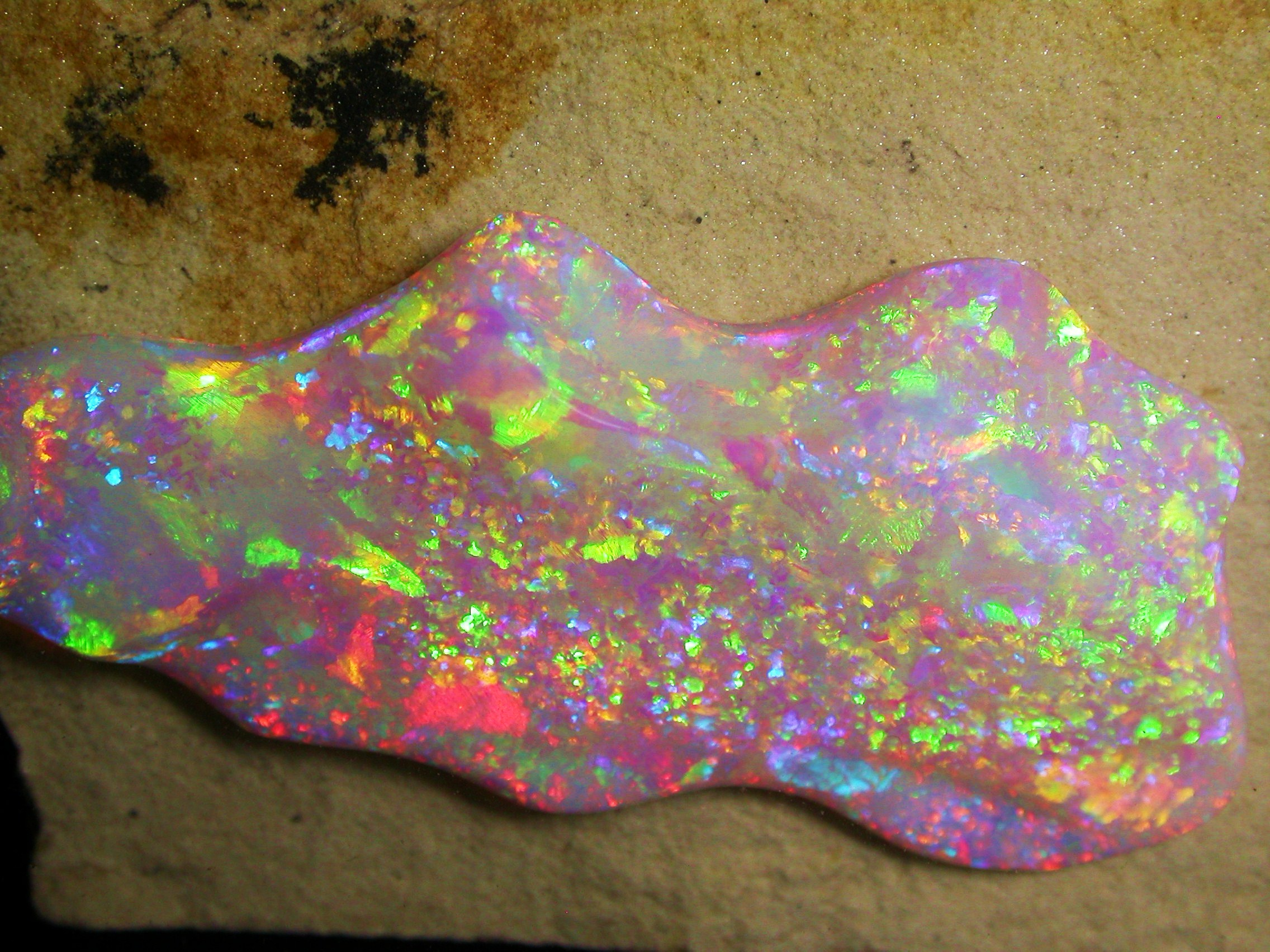
Ópalo brasileño.

El ópalo es un mineraloide de composición similar a la del cuarzo, del que se diferencia por su carácter amorfo, no cristalino, y porque tiene moléculas de agua en su interior. Su fórmula es SiO2•nH2O.  A pesar de su estructura amorfa, ha sido considerado históricamente como mineral. Se clasifica en la clase Óxidos 4.DA.10, según la clasificación de Strunz. Con mucha frecuencia se encuentra rellenando cavidades de riolitas o rocas sedimentarias. Existen numerosas variedades de ópalo que tienen apariencias diferentes.

## Clasificación
El ópalo se clasifica en cuatro tipos según los minerales acompañantes o su estructura: ópalo-CT (cristobalita - tridimita), ópalo-C (cristobalita), ópalo-AG (gel amorfo) y ópalo-AN (red amorfa; encontrado como Hialita).

## Características químicas

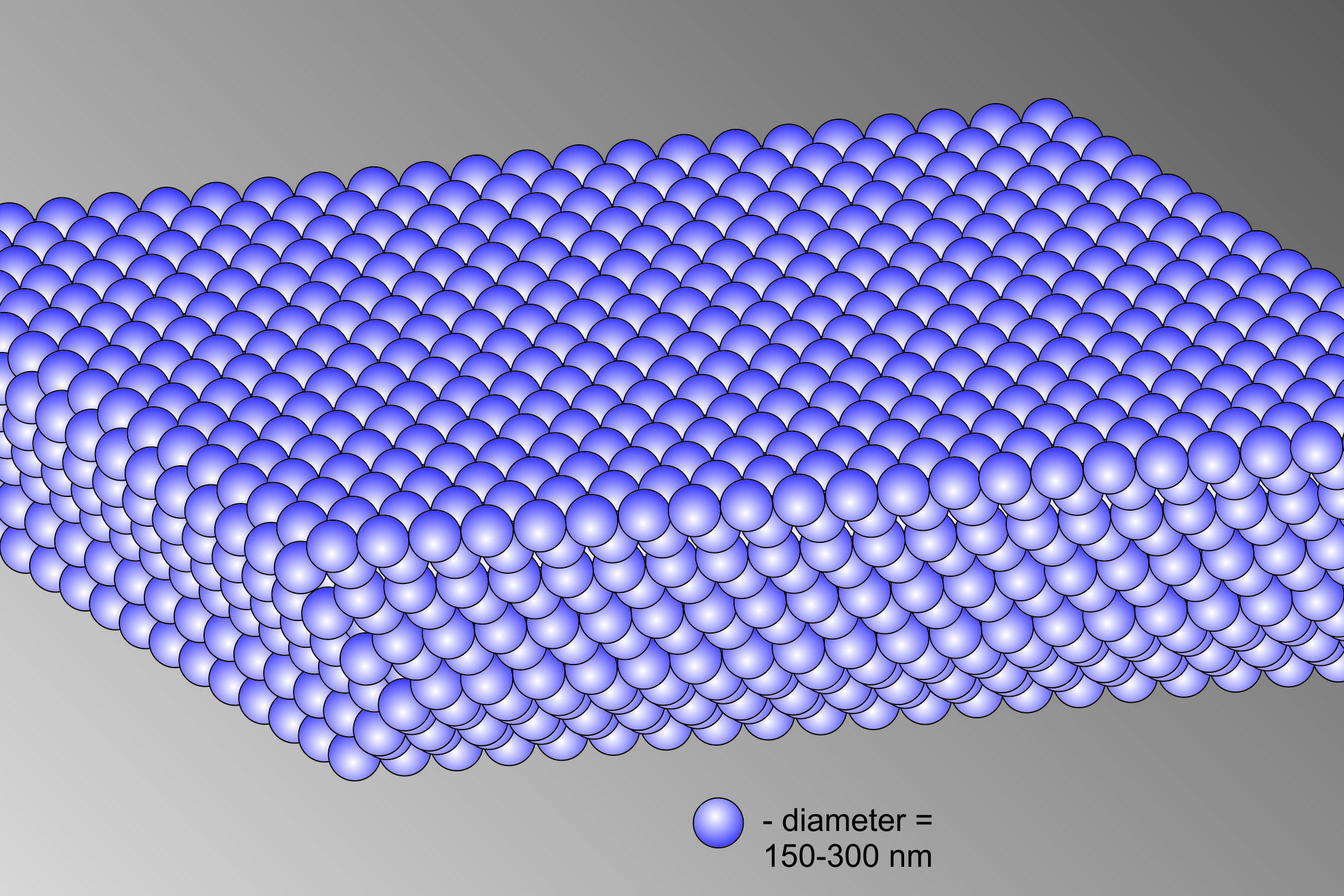
Esferas de dióxido de silicio formadas, regularmente, en capas muy unidas. (Diagrama)

Es sílice amorfa o sílice hidratada, es decir, está compuesto de dióxido de silicio (sílice), lo mismo que el cuarzo y otros minerales relacionados. Está constituido por diminutas lepisferas formadas por capas sucesivas de cristobalita y tridimita, dos minerales pertenecientes a la clase de los silicatos que coinciden con el cuarzo en su composición, pero que difieren de él por sus respectivas estructuras cristalinas. Estas partículas microscópicas tienen un diámetro de aproximadamente 0,1 μm (1/10 000 milímetros) y se encuentran como estructuras empaquetadas en un enrejado tridimensional. Debido a ese preciso enrejado, es la única gema conocida capaz de refractar los rayos de luz y transformarlos en los colores del arco iris (desde el rojo hasta el violeta). A diferencia de otras gemas, el efecto reflector del ópalo no se debe a sus impurezas, sino a la penetración de la luz a través de unos espacios llamados vacíos o voids ubicados entre las esferas.

## Yacimientos y usos

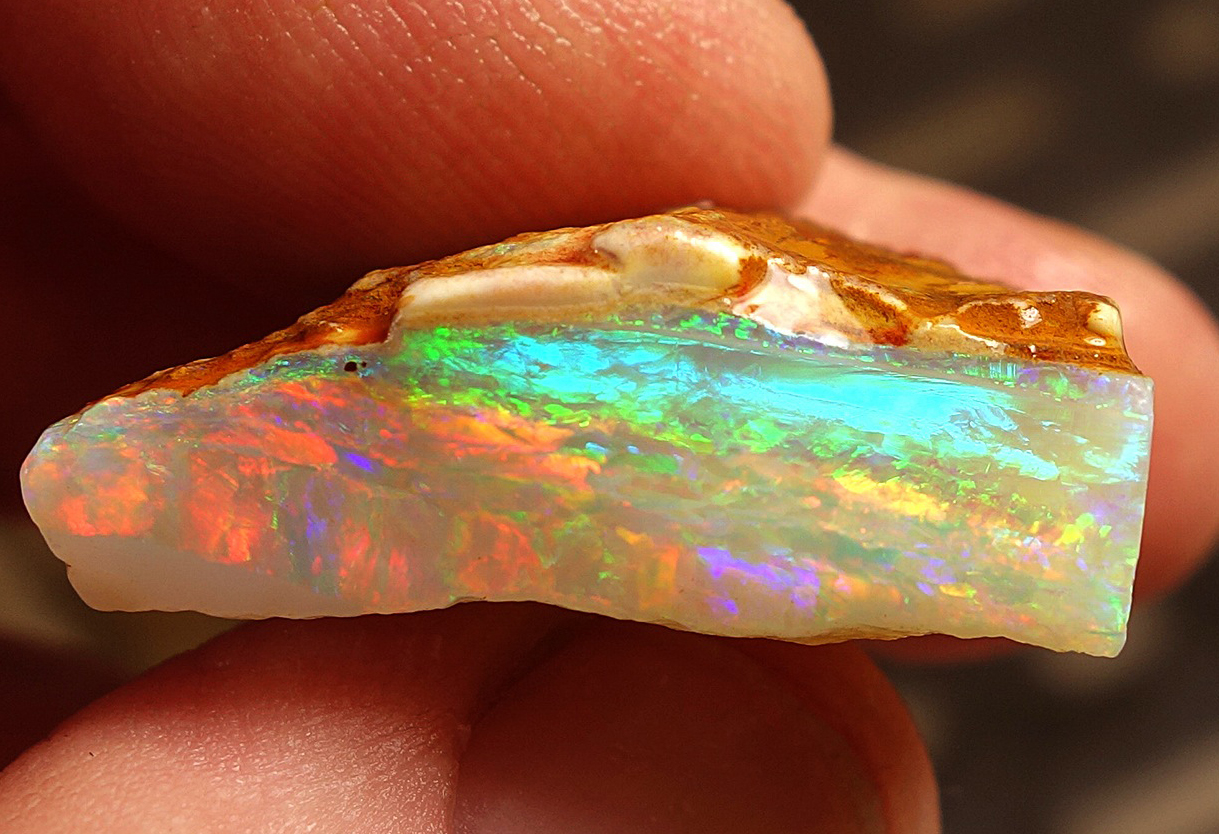
Cristal multicolor en bruto de ópalo de Coober Pedy, sur de Australia

El ópalo es a menudo un elemento fosilizador de animales y plantas. Sirve además como materia prima en las industrias de la piedra tallada y también se usa para la fabricación de joyas.
Antiguamente los ópalos procedían de yacimientos, ahora agotados, en Eslovaquia. En Australia fueron halladas las primeras fuentes de ópalo en 1863. Hoy encontramos ahí concentrado el 98% del mercado mundial. El pueblo de Coober Pedy en el desierto de Australia Meridional depende casi exclusivamente del mercado de los ópalos. En México se produce la variedad de ópalo de fuego, además de otros colores. La variedad Geiserita aparece depositada en géiseres del parque de Yellowstone. En nuestros días incluso es posible crearlos artificialmente a través de un proceso de intercambio de iones.
En Venezuela existen pequeños yacimientos en las cercanías del Lago de Valencia.
También se encuentra en la ciudad de Erandique del departamento de Lempira, Honduras donde se encuentran dos variedades, blanco y negro.
En las cercanías de Madrid, España, se encuentran pequeños yacimientos de ópalo blanco con calcedonia, sin valor comercial.

## Variedades

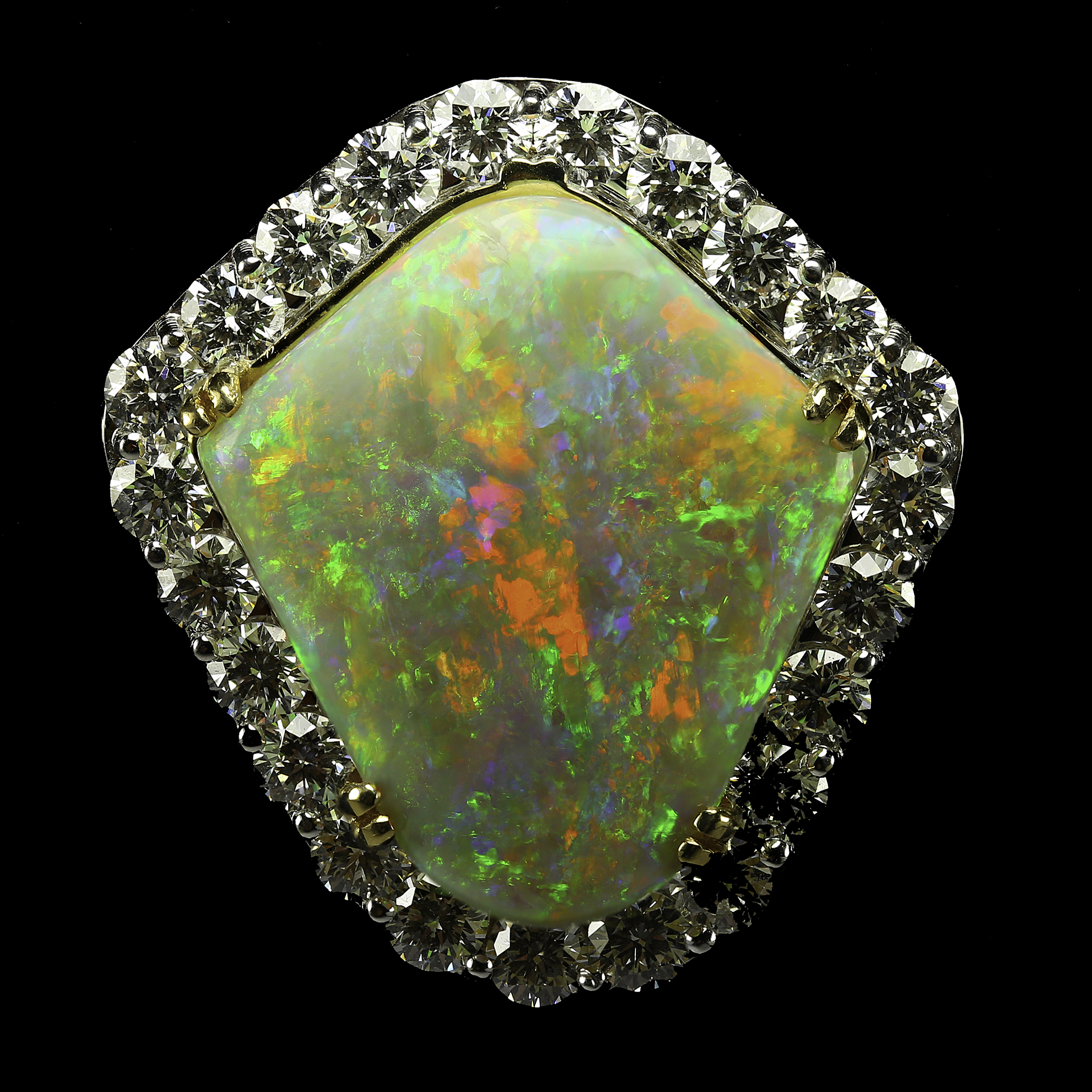
El "Rainbow Shield" (Escudo Arcoíris) un pendiente de ópalo hecho con una gema australiana de ópalo noble.

El ópalo es una piedra preciosa muy apreciada en joyería, aunque la valoración de esta depende de muchos factores. La calidad del ópalo se distingue por su pureza y capacidad de irradiación. Encontramos dos variedades fundamentales de ópalo: el ópalo común y el ópalo noble. El primero no presenta juego de colores a diferencia de la segunda variedad. El juego de colores se produce por la disposición aleatoria de placas microscópicas de esferas de tridimita o cristobalita, que actúan como redes de difracción de la luz. Se observa como una gama de plaquitas imprecisas, intensamente coloreadas, que se desplazan al mover la gema. Independientemente de su calidad es posible encontrar el ópalo en colores negro, gris, blanco, marrón, púrpura, amarillo, naranja, verde, azul-verdoso o incoloro. En cuanto a su transparencia, pueden ser casi transparentes y ligeramente opalescentes hasta opacos.
Existen múltiples variedades del ópalo, entre ellas las más conocidas son:
- El ópalo de fuego: con brillos y tonos anaranjados.
- El ópalo precioso: el ópalo más común y el más utilizado en joyería por sus brillos irisados.
- El ópalo leñoso: se caracteriza por contener vetas de colores oscuros y ser marrón, lo que le da aspecto de madera fosilizada.
- Ópalo común: amarillo, pardo-amarillo, marrón y negro. Brillo céreo.
- Prasópalo: de color verde, debido a pequeñas cantidades de Ni.
- Hialita: transparente y brillo vítreo.
- Hidrofana: variedad mate, porosa, que se vuelve transparente al sumergirla en agua.
- Ópalo menilito. De color blanco por estar recubierto por una capa de diatomita.
- Generosita. De aspecto similar al ópalo de fuego, pero en este caso de color azul por cobre. Es traslúcido y con opalescencia.

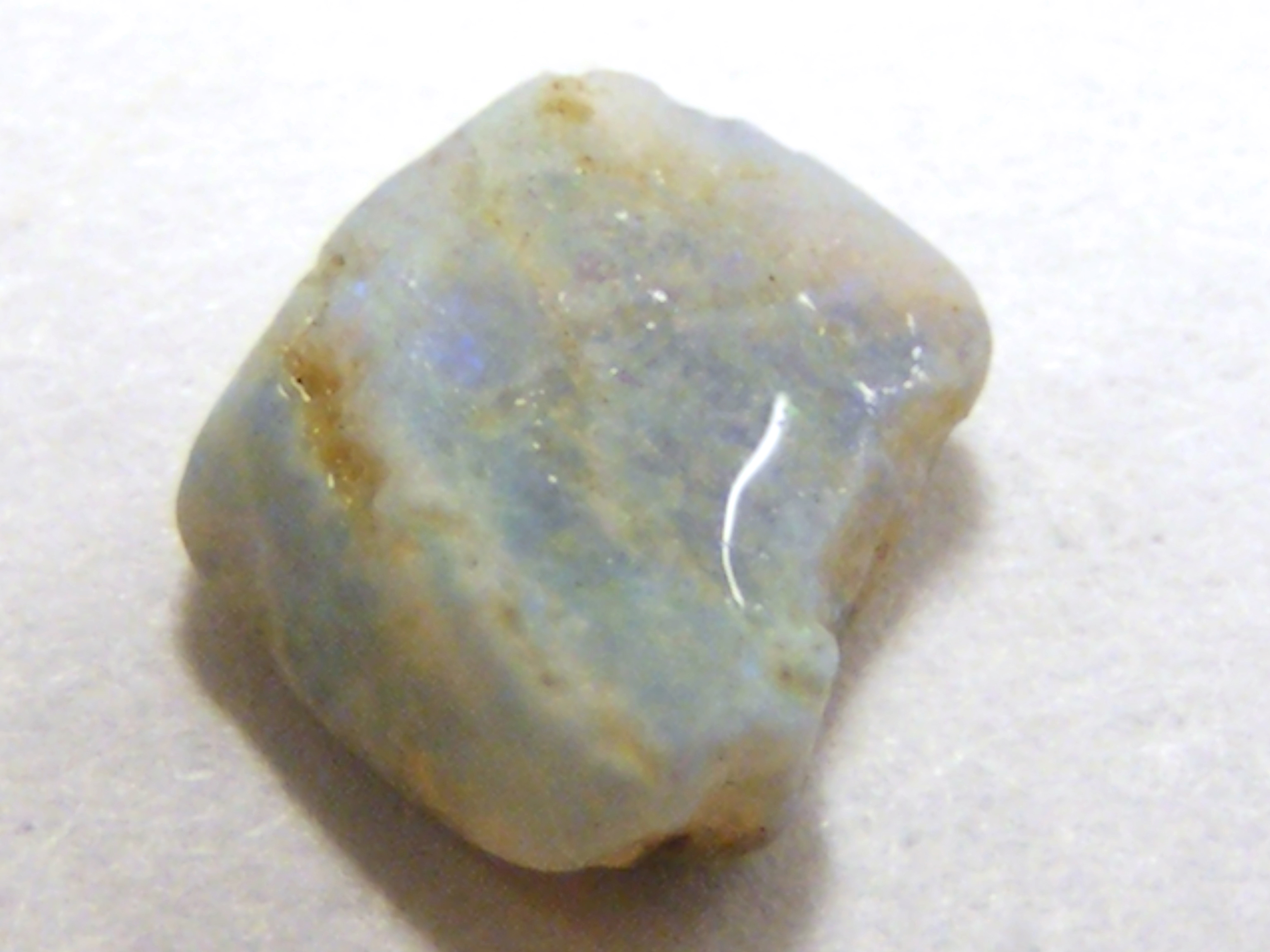
Ópalo de Andamooka, Sur de Australia
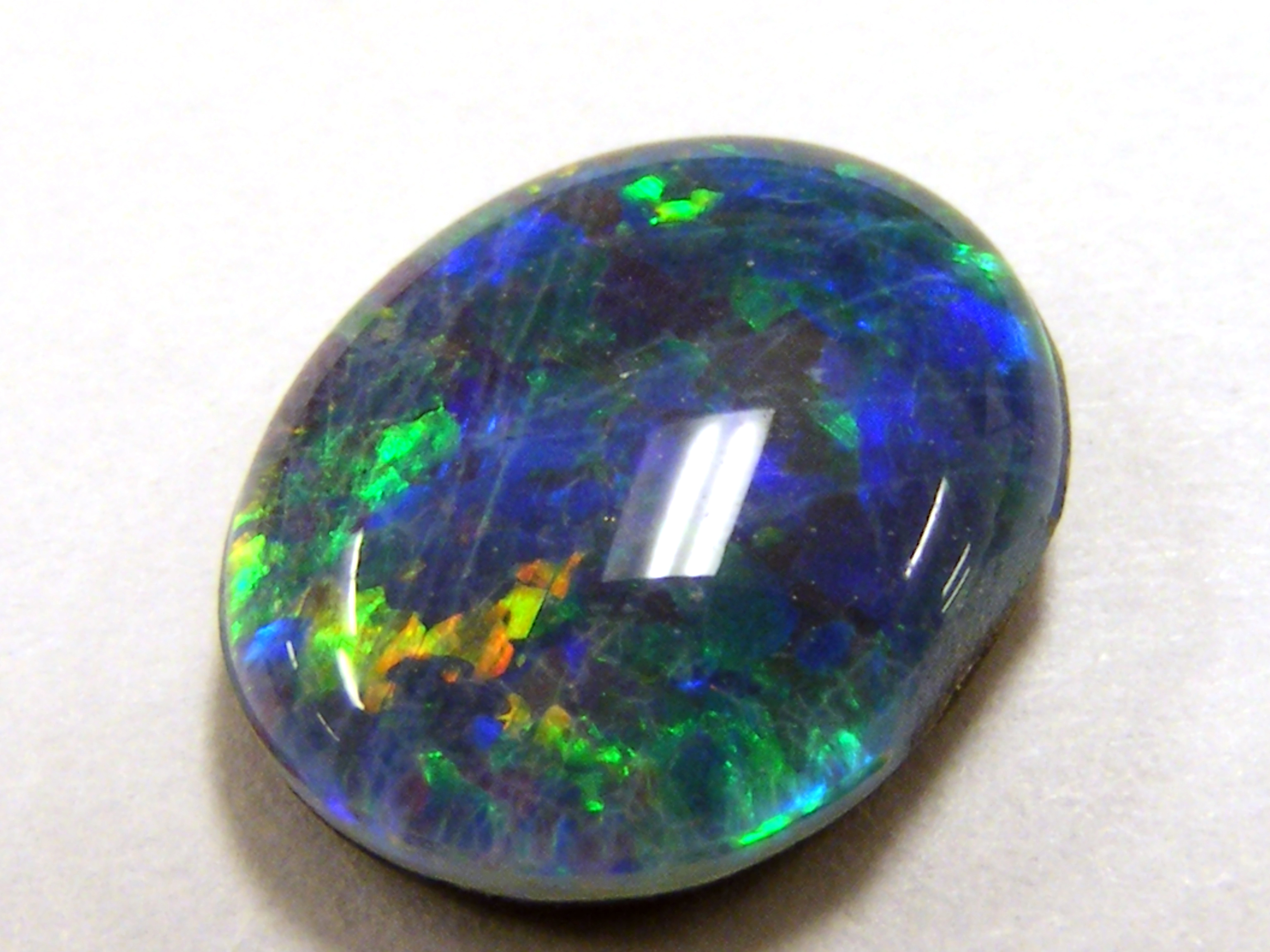
Ópalo "triple" de Andamooka mostrando azul y verdes destelleantes
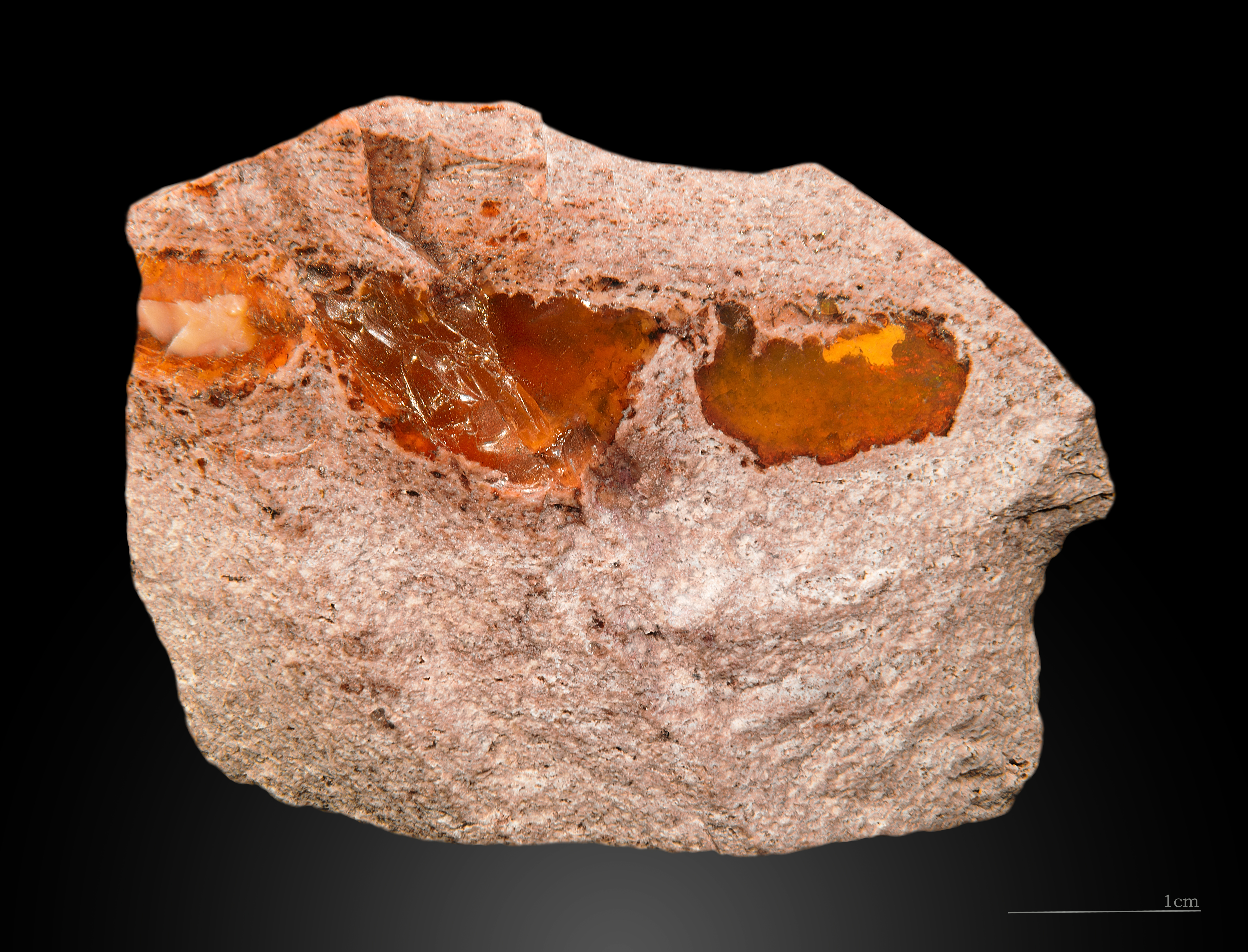
Ópalo de fuego de México
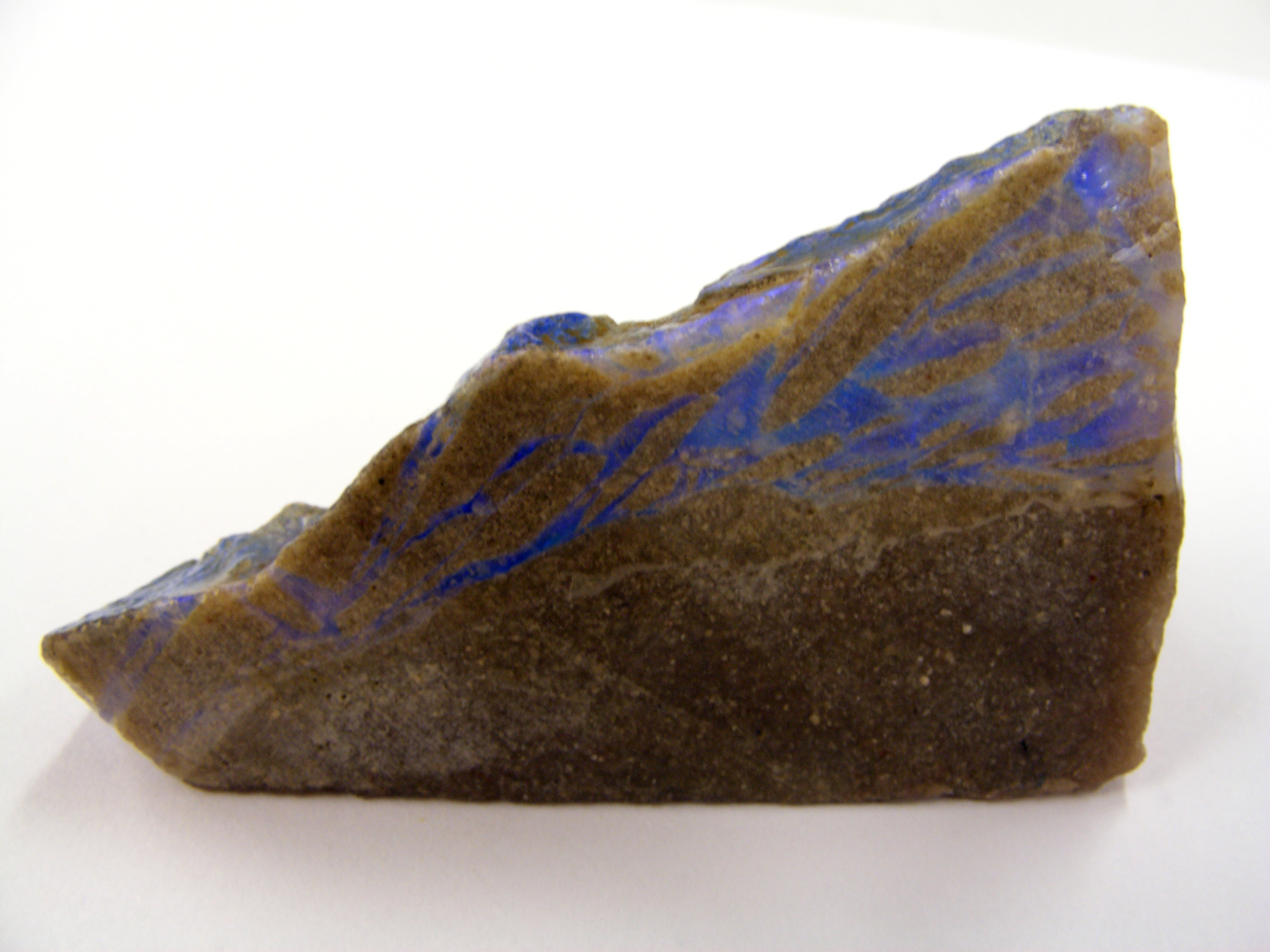
Roca mostrando incrustaciones de ópalo
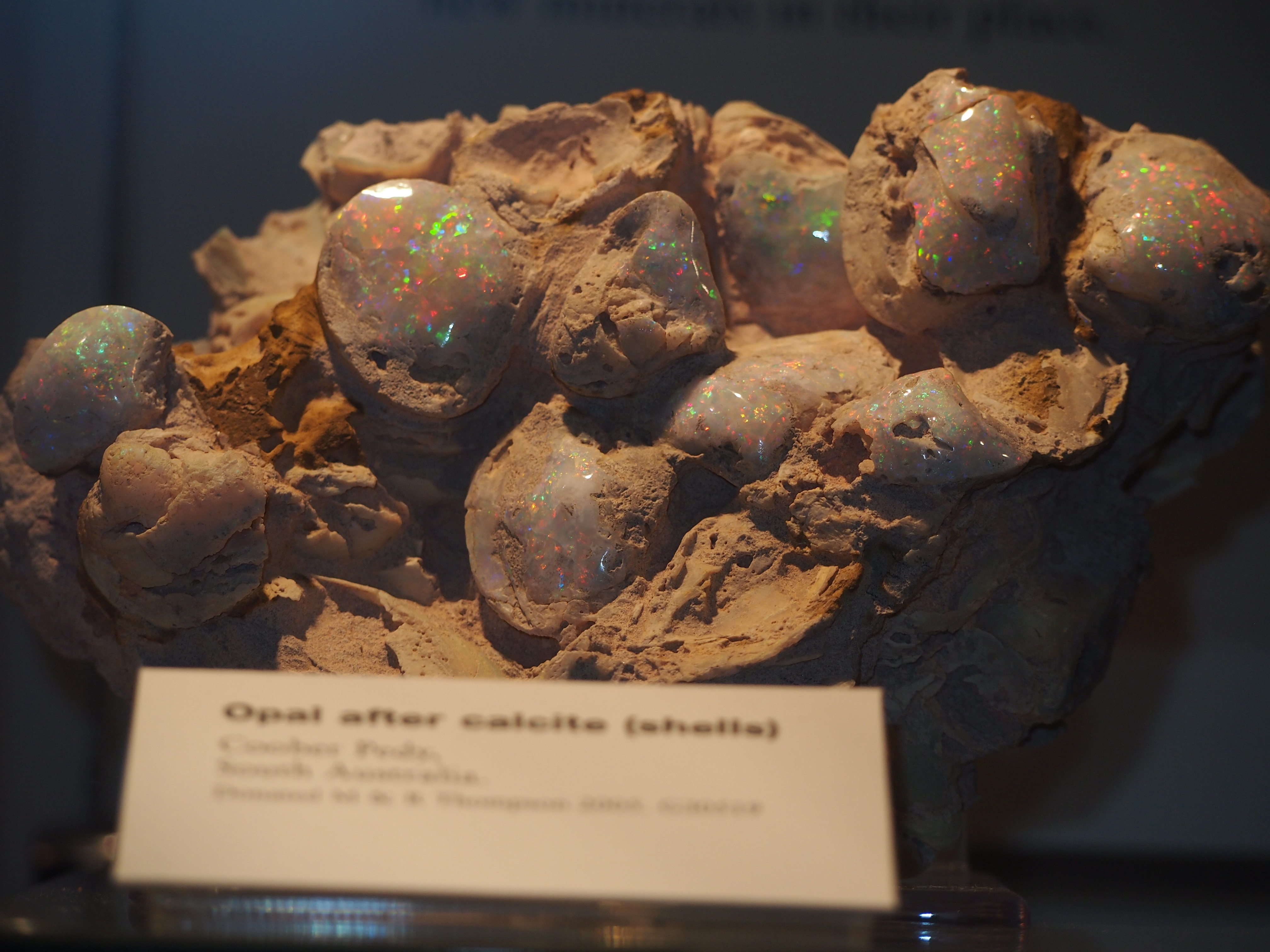
Ópalo generado de calcita, Coober Pedy, Museo del Sur de Australia